# Buitengasthuis (Amsterdam)
Het Buitengasthuis was een gasthuis (een vroeg soort ziekenhuis) nabij de Overtoomse Vaart in Amsterdam, in de buurt van het latere Wilhelmina Gasthuis. Het gasthuis speelde een belangrijke rol in de ontwikkeling van de verpleging in Nederland.

## Geschiedenis

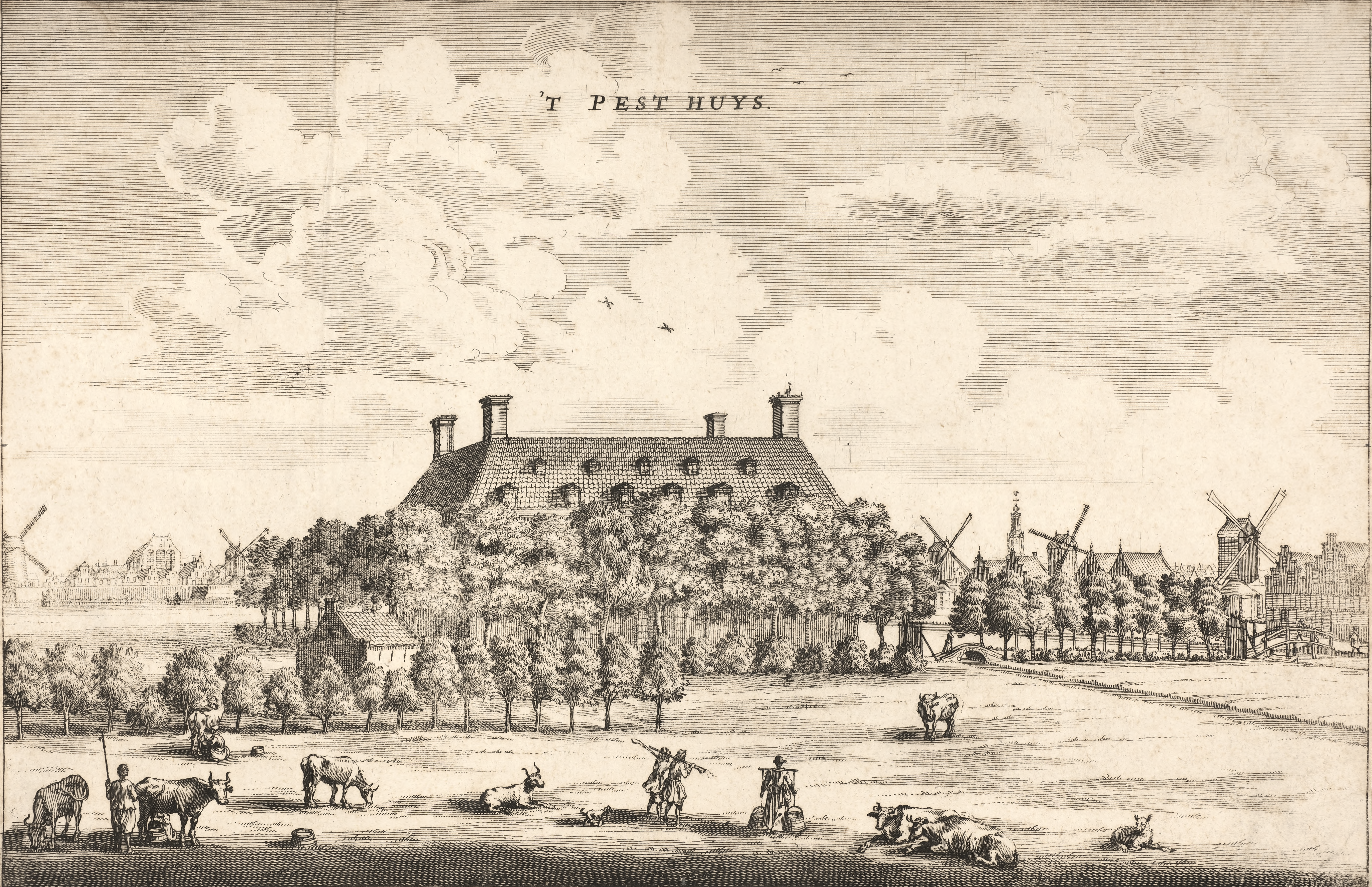
Het Pesthuys in 1663

### Pesthuis
In 1582, enkele jaren na de Alteratie, gingen een aantal gasthuizen in Amsterdam samen en vormden het Sint Pietersgasthuis. In 1635 werd een tweede gasthuis buiten de stadspoorten gebouwd als pesthuis. Dit pesthuis bevond zich aan het einde van de huidige Tweede Constantijn Huygensstraat, ongeveer op de plek waar tegenwoordig het Huygenscollege gevestigd is. Dit gasthuis werd het Buitengasthuis genoemd, en het Sint Pietersgasthuis werd hierna Binnengasthuis genoemd. Pestlijders (maar ook andere besmettelijk zieken, geestelijk zieken en andere ongewensten) werden met de "pestschuit" via de Pestsloot, die op de plaats van de huidige Bosboom Toussaintstraat lag, van het Binnengasthuis naar het Buitengasthuis vervoerd.
Het pesthuis was een vierkant gebouw omringd door een gracht, met een binnenplaats die werd doorsneden door een gracht, zodat de zieken makkelijk per schuit aangevoerd konden worden. Er waren vier afdelingen: een afdeling voor mannen, een afdeling voor vrouwen, een "langehuys" (dat als dependance van de mannenafdeling dienstdeed) en het "gezondthuys" waarin vrouwen die weer beter waren konden aansterken. Ook een dolhuis, een apotheek en vertrekken voor de regenten en het personeel maakten deel uit van het complex.
De brug over de Overtoom naar het pesthuis werd de Pestbrug of Latjesbrug genoemd. Omdat ook geestelijk zieken en andere "krankzinnigen" naar het pesthuis werden gestuurd, ontstond in Amsterdam de uitdrukking "Jij moet over de Latjesbrug". De brug, die over de Overtoomse Vaart bij de Tweede Constantijn Huygensstraat lag, verdween bij de demping van de Overtoom in 1904.

### Nieuw Buitengasthuis

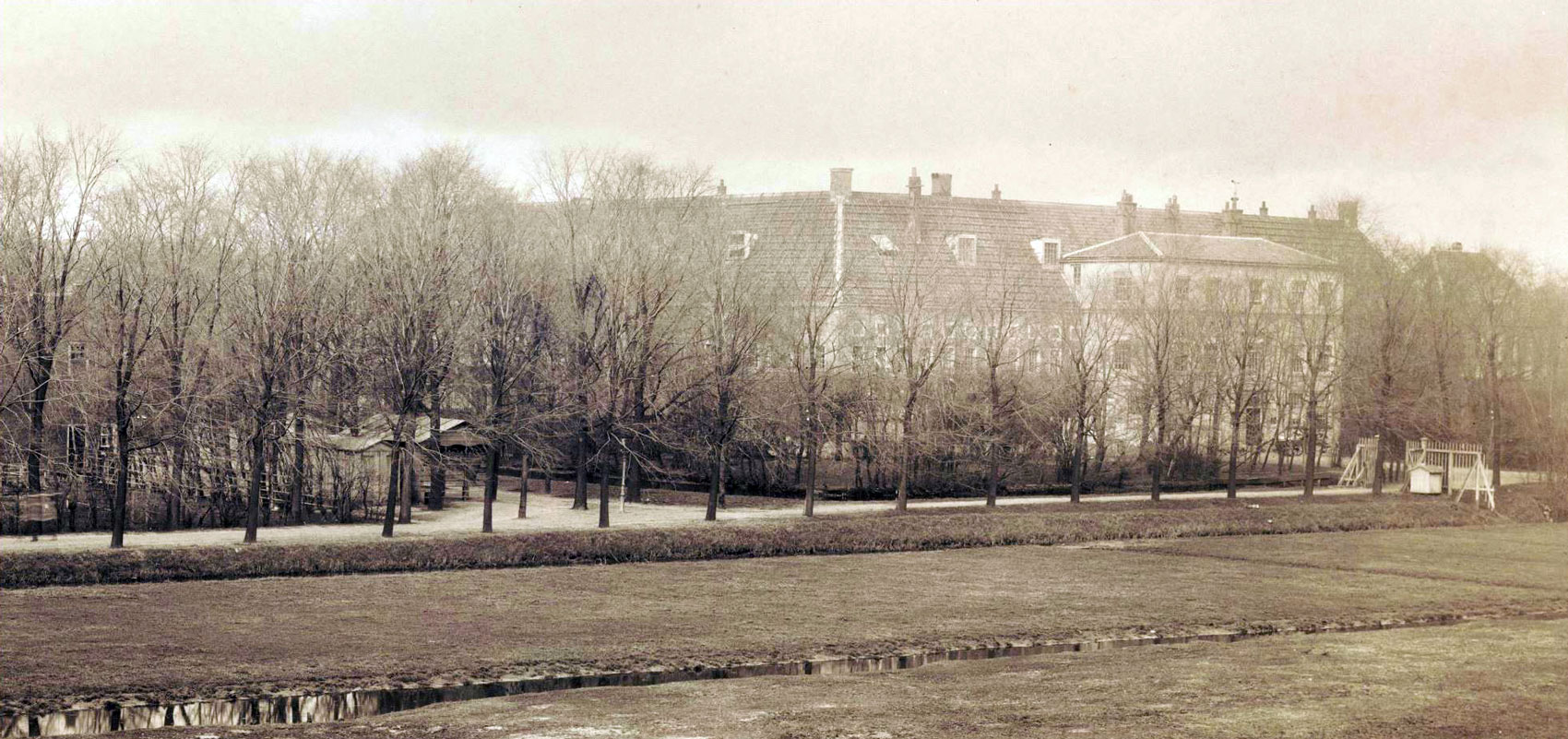
Het Buitengasthuis (1886)

Het oorspronkelijke pesthuis brandde in 1732 af en werd vervangen door een nieuw gebouw. De pestepidemieën waren eind 17e eeuw uitgewoed, maar het Buitengasthuis bleef bestaan als ziekenhuis voor de allerarmsten van de stad. Hier werden ongeneeslijk zieken, geestelijk zieken en lijders aan besmettelijke ziekten naartoe gestuurd.
Met de verpleging en medische behandeling was het zeer slecht gesteld. De Oostenrijkse arts Joseph Speilt, die het Binnen- en Buitengasthuis in 1852 bezocht, schreef in zijn verslag aan het Koninklijke en Keizerlijke Artsengezelschap in Wenen: "Hoe moeten we deze twee verpleeginrichtingen beschrijven, die op geen enkele wijze die naam verdienen? Als wij bijzonderheden opsommen, blijkt als vanzelf dat ze het tegendeel zijn van wat ziekenhuizen behoren te zijn. (...) Op iedere buitenstaander maakt deze plek een hoogst onaangename indruk. Op zeshonderd zieken zijn er slechts twee artsen." Het verplegend personeel noemde hij een afschrikwekkend voorbeeld van ruwheid, traagheid en smerigheid.
Het verplegend personeel stond er bekend om dat ze de medicijnen bij opbod verkochten aan de patiënten, en dure medicijnen zoals morfine achteroverdrukten. Het personeel at het voedsel voor de patiënten zelf op, en er was sprake van drankmisbruik en mishandeling.

### Anna Reynvaan
De toestand in het Buitengasthuis verbeterde pas eind 19e eeuw. Na een gemeentelijk rapport in 1883 waarin de droevige situatie in beide gasthuizen uit de doeken werd gedaan, werden een aantal hervormingen doorgevoerd. Voor de verpleging zou in het vervolg gediplomeerd personeel gebruikt worden. Jacob van Deventer, een arts in het Binnengasthuis, werd benoemd als geneesheer-directeur van het Buitengasthuis en ging samen met zijn vrouw aan de slag om de toestanden in het gasthuis te verbeteren. Anna Reynvaan, een verpleegster in het Binnengasthuis, volgde Van Deventer naar het Buitengasthuis en werd op 17 mei 1883 aangesteld als adjunct-directrice.
In het Buitengasthuis zette Reynvaan de eerste professionele verpleging van Nederland op poten. Zo organiseerde ze samen met Van Deventer een verpleegstersopleiding in het gasthuis, en nam het praktijkgedeelte zelf voor haar rekening. De opleiding vormde een blauwdruk voor andere verpleegopleidingen die elders in het land werden opgezet. Andere noviteiten die Reynvaan invoerde waren uniforms en nachtdienst voor de verpleegsters en ziekenhuishuiskleding voor de patiënten.

### Wilhelmina Gasthuis

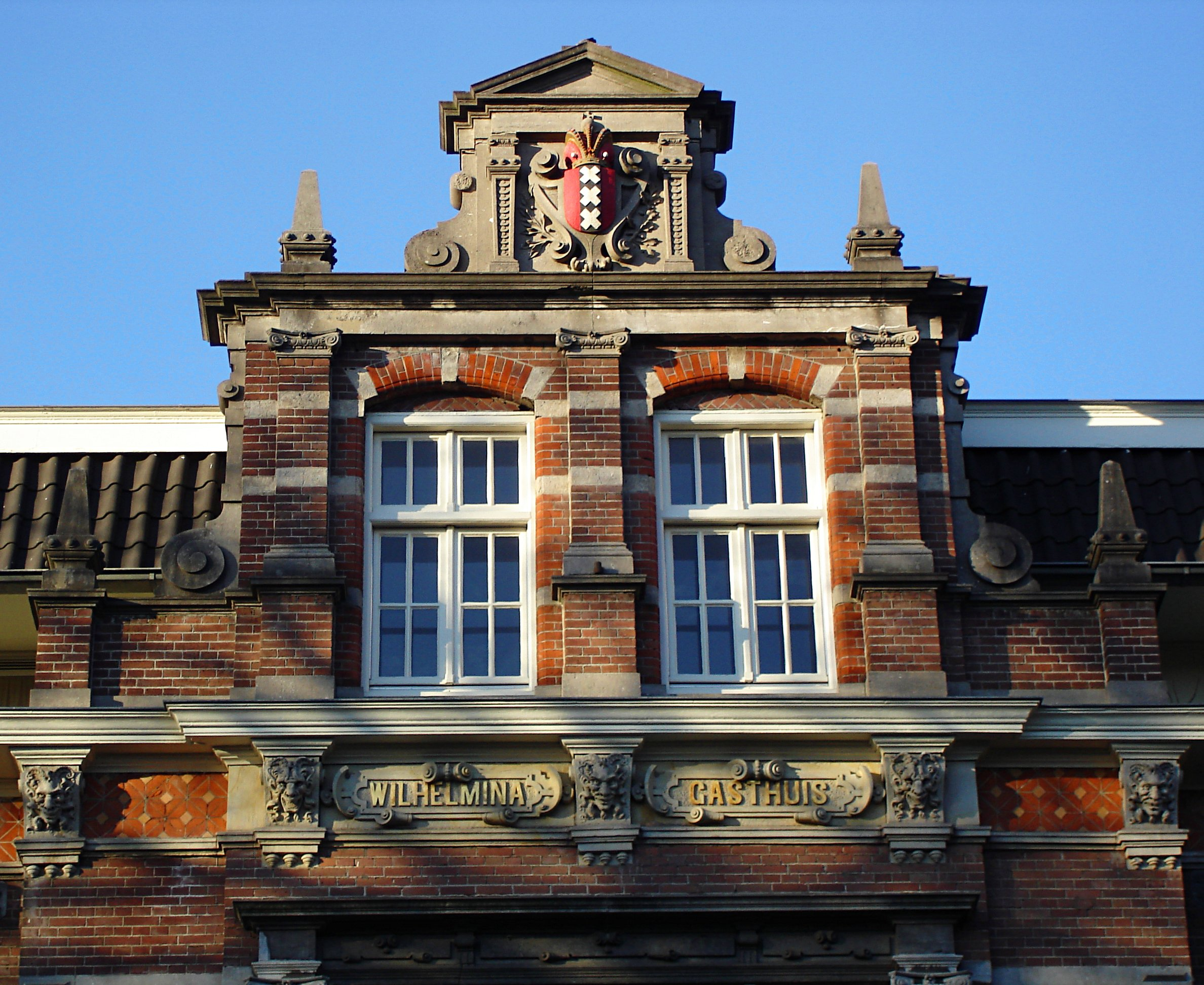
Het voormalige poortgebouw van het Wilhelmina Gasthuis aan de Eerste Helmersstraat

In 1891 werd in de nabijheid van het Buitengasthuis begonnen met de bouw van het Wilhelmina Gasthuis. Op 28 mei van dat jaar legde de tienjarige, nog niet officieel ingehuldigde koningin Wilhelmina de eerste steen voor het nieuwe ziekenhuis. Het nieuwe ziekenhuis, dat vernoemd was naar Wilhelmina, stond in 1894 klaar. 

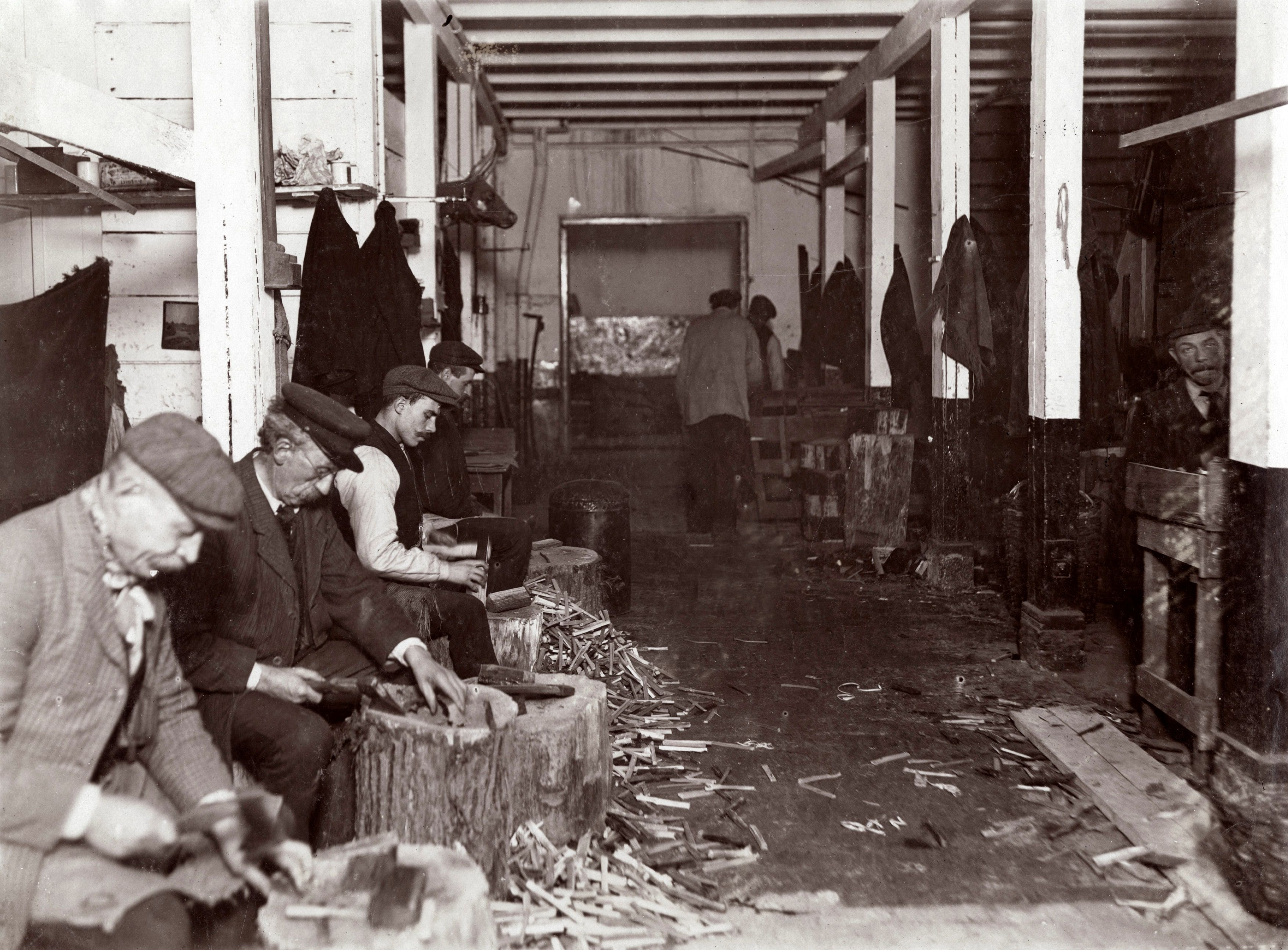
Buitengasthuis voor onbehuisden - mannen hakken hout (1911)

De laatste patiënten werden van het oude Buitengasthuis naar het nieuwe verplaatst, waarna het oude gebouw in 1937 - na eerst nog vanaf 1905 als tehuis voor daklozen in gebruik te zijn geweest - werd gesloopt.
In 1981 ging het ziekenhuis op in het nieuwe Academisch Medisch Centrum (AMC). De gebouwen van het Wilhelmina Gasthuis werden gered van de sloop en huisvesten nu onder meer maatschappelijke organisaties, kunstenaarsateliers en startende bedrijven.